# 中央調査社
一般社団法人中央調査社（ちゅうおうちょうさしゃ）は東京都中央区にあり世論調査や市場調査を専門とする一般社団法人。1954年設立。欧文名称 Central Research Services, Inc.、略称CRS。日本に55の支社を持ち、常勤役職員37名、2015年4月現在調査員790名がいる。会長理事は西澤豊、常任理事は小林康有。日本の占領中に設立された国立世論調査所が占領終結後に整理された際、時事通信社の調査部門と国立世論調査所が合併して誕生した。内閣府の世論調査業務委託先のひとつ。社員は電通、博報堂、日本放送協会、四国電力、北陸電力、博報堂DYメディアパートナーズ、時事通信社、時事通信出版局、時事通信フォト。プライバシーマーク取得済み（2015年に6回目の更新）。

## 本社
本社所在地は東京都中央区銀座6-16-12丸高ビル。東京都品川区西五反田7-1-1住友五反田ビルの時期もあった。

## 役員
1954年9月21日に設立発起人会と設立総会が開かれ、初代会長として戸田貞三、常任理事として沼佐隆次、理事として小山栄三、郡祐一、杉道助、長谷川才次、藤本幸太郎、古野伊之助、堀越禎三、松方三郎、吉田秀雄、与良ヱ、監事として上村藤吉、高野善一郎が選出された。
公務員退職後に中央調査社理事（非常勤）になった人物として、元総務庁統計センター所長（平成14年就任）、元大蔵省印刷局長（平成18年就任）がいる。

## 中央調査報
1954年11月から発行されている中央調査社の月刊機関誌。B5判、10ページ前後で、標本調査の理論、調査結果の紹介、出版物の案内などが掲載される。

## 関連文献
- 『中央調査社60年の歩み』（2014年）